# Llista de topònims de Figuerola del Camp
Llista de topònims (noms propis de lloc) del municipi de Figuerola del Camp, a l'Alt Camp
Informació actualitzada per un bot. Els canvis manuals es perdran quan s'actualitzi!

## casa
| imatge | Nom                              | Ubicat a           | instància de | Detalls                                  | coordenades                                                                           | Protecció                   | Commons (més fotos)              | Dades a WD                    |
| ------ | -------------------------------- | ------------------ | ------------ | ---------------------------------------- | ------------------------------------------------------------------------------------- | --------------------------- | -------------------------------- | ----------------------------- |
|        | Cal Freixes                      | Figuerola del Camp | casa         |                                          | 41° 21′ 06″ N, 1° 13′ 48″ E / 41.35166°N,1.230124°E                                   | bé cultural d'interès local | Cal Freixes (Figuerola del Camp) | Modifica les dades a Wikidata |
|        | Cal Maleter                      | Figuerola del Camp | casa         | Estil: arquitectura modernista 1916      | 41° 22′ 17″ N, 1° 15′ 53″ E / 41.3714°N,1.26462°E ca:Carrer Baixada de Sant Jaume, 18 | bé cultural d'interès local |                                  | Modifica les dades a Wikidata |
|        | Can Balanyà                      | Figuerola del Camp | casa         | Estil: arquitectura popular 19th century | 41° 22′ 16″ N, 1° 15′ 51″ E / 41.371134°N,1.264151°E ca:C. de les Portelles, 13       | bé cultural d'interès local |                                  | Modifica les dades a Wikidata |
|        | Can Mercadé                      | Figuerola del Camp | casa         | Estil: arquitectura popular              | 41° 22′ 16″ N, 1° 15′ 54″ E / 41.371117°N,1.265114°E                                  | bé cultural d'interès local |                                  | Modifica les dades a Wikidata |
|        | cal Garriga                      | Figuerola del Camp | casa         | Estil: arquitectura popular 19th century | 41° 21′ 07″ N, 1° 13′ 50″ E / 41.351823°N,1.230556°E ca:C. Major, Miramar 666 msnm    | bé cultural d'interès local | Cal Garriga (Figuerola del Camp) | Modifica les dades a Wikidata |
|        | edifici del carrer del Solar, 40 | Figuerola del Camp | casa         | Estil: arquitectura popular              | 41° 22′ 16″ N, 1° 15′ 53″ E / 41.371121°N,1.264703°E                                  | bé cultural d'interès local |                                  | Modifica les dades a Wikidata |
|        | habitatge a Miramar 2            | Figuerola del Camp | casa         | Estil: arquitectura popular              | 41° 21′ 08″ N, 1° 13′ 52″ E / 41.352103°N,1.230997°E                                  | bé cultural d'interès local |                                  | Modifica les dades a Wikidata |

## castell
| imatge | Nom                  | Ubicat a           | instància de | Detalls            | coordenades                                                   | Protecció                                            | Commons (més fotos) | Dades a WD                    |
| ------ | -------------------- | ------------------ | ------------ | ------------------ | ------------------------------------------------------------- | ---------------------------------------------------- | ------------------- | ----------------------------- |
|        | Castell de Figuerola | Figuerola del Camp | castell      |                    |                                                               | bé d'interès cultural bé cultural d'interès nacional |                     | Modifica les dades a Wikidata |
|        | castell de Miramar   | Figuerola del Camp | castell      | Estil: art romànic | 41° 21′ 07″ N, 1° 13′ 49″ E / 41.351828°N,1.230318°E 670 msnm | bé integrant del patrimoni cultural català           |                     | Modifica les dades a Wikidata |

## cova
| imatge | Nom           | Ubicat a           | instància de | Detalls | coordenades                                                         | Protecció                                  | Commons (més fotos) | Dades a WD                    |
| ------ | ------------- | ------------------ | ------------ | ------- | ------------------------------------------------------------------- | ------------------------------------------ | ------------------- | ----------------------------- |
|        | cova del Gat  | Figuerola del Camp | cova         |         | 41° 20′ 42″ N, 1° 14′ 53″ E / 41.345°N,1.24792°E                    | bé integrant del patrimoni cultural català |                     | Modifica les dades a Wikidata |
|        | cova del Moro | Figuerola del Camp | cova         |         | 41° 22′ 57″ N, 1° 16′ 21″ E / 41.3826152590636°N,1.27260510255444°E |                                            |                     | Modifica les dades a Wikidata |

## edifici
| imatge | Nom                                          | Ubicat a           | instància de | Detalls            | coordenades                                          | Protecció                   | Commons (més fotos)             | Dades a WD                    |
| ------ | -------------------------------------------- | ------------------ | ------------ | ------------------ | ---------------------------------------------------- | --------------------------- | ------------------------------- | ----------------------------- |
|        | Porta de l'antiga Casa dels Monjos de Poblet | Figuerola del Camp | edifici      |                    | 41° 22′ 17″ N, 1° 15′ 55″ E / 41.371286°N,1.265173°E | bé cultural d'interès local |                                 | Modifica les dades a Wikidata |
|        | Sindicat Agrícola de Sant Jaume              | Figuerola del Camp | edifici      | Estil: noucentisme | 41° 22′ 16″ N, 1° 15′ 56″ E / 41.3712°N,1.26543°E    | bé cultural d'interès local | Sindicat Agrícola de Sant Jaume | Modifica les dades a Wikidata |

## església
| imatge | Nom                     | Ubicat a           | instància de | Detalls                                  | coordenades                                                                    | Protecció                   | Commons (més fotos)     | Dades a WD                    |
| ------ | ----------------------- | ------------------ | ------------ | ---------------------------------------- | ------------------------------------------------------------------------------ | --------------------------- | ----------------------- | ----------------------------- |
|        | Sant Jaume de Figuerola | Figuerola del Camp | església     | Estil: arquitectura barroca 18th century | 41° 22′ 19″ N, 1° 15′ 54″ E / 41.372017°N,1.265086°E ca:C. de Dalt, 1 494 msnm | bé cultural d'interès local | Sant Jaume de Figuerola | Modifica les dades a Wikidata |
|        | Sant Mateu de Miramar   | Figuerola del Camp | església     | Estil: arquitectura romànica             | 41° 21′ 07″ N, 1° 13′ 48″ E / 41.351938°N,1.230086°E                           | bé cultural d'interès local | Sant Mateu de Miramar   | Modifica les dades a Wikidata |

## font
| imatge | Nom                  | Ubicat a           | instància de | Detalls | coordenades                                                         | Protecció                   | Commons (més fotos) | Dades a WD                    |
| ------ | -------------------- | ------------------ | ------------ | ------- | ------------------------------------------------------------------- | --------------------------- | ------------------- | ----------------------------- |
|        | font d'en Cervelló   | Figuerola del Camp | font         |         | 41° 21′ 18″ N, 1° 14′ 42″ E / 41.3548712365291°N,1.24509163284757°E |                             |                     | Modifica les dades a Wikidata |
|        | font de la Vila      | Figuerola del Camp | font         |         | 41° 22′ 21″ N, 1° 15′ 57″ E / 41.372485°N,1.265876°E                | bé cultural d'interès local |                     | Modifica les dades a Wikidata |
|        | font de les Escanals | Figuerola del Camp | font         |         | 41° 22′ 13″ N, 1° 15′ 32″ E / 41.3703840213309°N,1.25889140429345°E |                             |                     | Modifica les dades a Wikidata |
|        | font del Teix        | Figuerola del Camp | font         |         | 41° 22′ 58″ N, 1° 15′ 04″ E / 41.3828226178767°N,1.25115685191812°E |                             |                     | Modifica les dades a Wikidata |

## masia
| imatge | Nom                | Ubicat a           | instància de | Detalls                     | coordenades                                                         | Protecció                   | Commons (més fotos) | Dades a WD                    |
| ------ | ------------------ | ------------------ | ------------ | --------------------------- | ------------------------------------------------------------------- | --------------------------- | ------------------- | ----------------------------- |
|        | Cal Carrascle      | Figuerola del Camp | masia        |                             | 41° 20′ 54″ N, 1° 13′ 51″ E / 41.3482577568871°N,1.23083030294386°E |                             |                     | Modifica les dades a Wikidata |
|        | Caseta del Balenyà | Figuerola del Camp | masia        |                             | 41° 20′ 41″ N, 1° 16′ 02″ E / 41.3447407405092°N,1.26724816071811°E |                             |                     | Modifica les dades a Wikidata |
|        | Mas Balasc         | Figuerola del Camp | masia        |                             | 41° 20′ 42″ N, 1° 13′ 56″ E / 41.3451273195593°N,1.23226566573803°E |                             |                     | Modifica les dades a Wikidata |
|        | Mas Tapiol         | Figuerola del Camp | masia        |                             | 41° 21′ 01″ N, 1° 14′ 51″ E / 41.3503335405288°N,1.24758026253871°E |                             |                     | Modifica les dades a Wikidata |
|        | Mas d'en Llop      | Figuerola del Camp | masia        | Estil: arquitectura popular | 41° 20′ 42″ N, 1° 15′ 04″ E / 41.345°N,1.25124°E                    | bé cultural d'interès local |                     | Modifica les dades a Wikidata |
|        | Mas de Barbat      | Figuerola del Camp | masia        |                             | 41° 21′ 03″ N, 1° 14′ 28″ E / 41.3508116719688°N,1.24113657617612°E |                             |                     | Modifica les dades a Wikidata |
|        | Mas de Cailà       | Figuerola del Camp | masia        |                             | 41° 20′ 37″ N, 1° 13′ 48″ E / 41.3434887146426°N,1.22996741790106°E |                             |                     | Modifica les dades a Wikidata |
|        | Mas de Mandil      | Figuerola del Camp | masia        |                             | 41° 21′ 01″ N, 1° 14′ 23″ E / 41.3502930930414°N,1.23962053156163°E |                             |                     | Modifica les dades a Wikidata |
|        | Mas de les Heures  | Figuerola del Camp | masia        |                             | 41° 21′ 13″ N, 1° 13′ 56″ E / 41.3537106755277°N,1.23223661713744°E |                             |                     | Modifica les dades a Wikidata |
|        | Mas del Pau Roig   | Figuerola del Camp | masia        |                             | 41° 21′ 16″ N, 1° 16′ 38″ E / 41.3544208383952°N,1.27727180575768°E |                             |                     | Modifica les dades a Wikidata |
|        | el Maset           | Figuerola del Camp | masia        |                             | 41° 20′ 35″ N, 1° 13′ 59″ E / 41.343127°N,1.232961°E 529 msnm       |                             |                     | Modifica les dades a Wikidata |
|        | el Prat            | Figuerola del Camp | masia        |                             | 41° 21′ 48″ N, 1° 13′ 50″ E / 41.363306223222°N,1.2306039468028°E   |                             |                     | Modifica les dades a Wikidata |
|        | el Torrentet       | Figuerola del Camp | masia        |                             | 41° 20′ 46″ N, 1° 14′ 24″ E / 41.3462279280569°N,1.24001691898683°E |                             |                     | Modifica les dades a Wikidata |
|        | les Cotxeres       | Figuerola del Camp | masia        |                             | 41° 21′ 13″ N, 1° 14′ 02″ E / 41.3535127486752°N,1.23401112969035°E |                             |                     | Modifica les dades a Wikidata |
|        | les Fassines       | Figuerola del Camp | masia        |                             | 41° 20′ 44″ N, 1° 14′ 23″ E / 41.345628583564°N,1.23969839782745°E  |                             |                     | Modifica les dades a Wikidata |

## muntanya
| imatge | Nom                   | Ubicat a                     | instància de | Detalls | coordenades                                                            | Protecció | Commons (més fotos)     | Dades a WD                    |
| ------ | --------------------- | ---------------------------- | ------------ | ------- | ---------------------------------------------------------------------- | --------- | ----------------------- | ----------------------------- |
|        | Tossal Gros           | Figuerola del Camp Montblanc | muntanya     |         | 41° 22′ 31″ N, 1° 14′ 22″ E / 41.3753563472°N,1.23938718304°E 867 msnm |           | Tossal Gros (Montblanc) | Modifica les dades a Wikidata |
|        | Tossal de la Somerota | Figuerola del Camp Montblanc | muntanya     |         | 41° 21′ 24″ N, 1° 13′ 32″ E / 41.35665278°N,1.22550556°E 766 msnm      |           | Tossal de la Somerota   | Modifica les dades a Wikidata |
|        | Tossal dels Masos     | Figuerola del Camp           | muntanya     |         | 41° 21′ 31″ N, 1° 14′ 44″ E / 41.35865278°N,1.24548056°E 555.8 msnm    |           |                         | Modifica les dades a Wikidata |
|        | la Cogulla            | Figuerola del Camp           | muntanya     |         | 41° 20′ 56″ N, 1° 13′ 29″ E / 41.3488047979°N,1.22482709087°E 786 msnm |           |                         | Modifica les dades a Wikidata |
|        | la Seguera            | Figuerola del Camp           | muntanya     |         | 41° 20′ 50″ N, 1° 14′ 32″ E / 41.3471°N,1.24227°E 521.8 msnm           |           |                         | Modifica les dades a Wikidata |

## serra
| imatge | Nom               | Ubicat a                     | instància de | Detalls | coordenades                                                       | Protecció | Commons (més fotos)         | Dades a WD                    |
| ------ | ----------------- | ---------------------------- | ------------ | ------- | ----------------------------------------------------------------- | --------- | --------------------------- | ----------------------------- |
|        | Muntanya de Jordà | Figuerola del Camp           | serra        |         | 41° 22′ 59″ N, 1° 15′ 34″ E / 41.3831°N,1.25949°E 781.3 msnm      |           |                             | Modifica les dades a Wikidata |
|        | Serra Carbonària  | Montblanc Figuerola del Camp | serra        |         | 41° 21′ 57″ N, 1° 13′ 35″ E / 41.36596944°N,1.22636389°E 867 msnm |           | Serra Carbonera (Montblanc) | Modifica les dades a Wikidata |

## Misc
| imatge | Nom                                     | Ubicat a                                                          | instància de                                           | Detalls                                 | coordenades | Protecció                                            | Commons (més fotos)          | Dades a WD                    |
| ------ | --------------------------------------- | ----------------------------------------------------------------- | ------------------------------------------------------ | --------------------------------------- | --- | ---------------------------------------------------- | ---------------------------- | ----------------------------- |
|        | Centre històric de Figuerola            | Figuerola del Camp                                                | centre històric                                        |                                         | 41° 22′ 17″ N, 1° 15′ 53″ E / 41.371298°N,1.264766°E ca:C. de Dalt, c. Major i voltants 488 msnm                                 | bé cultural d'interès local                          | Centre històric de Figuerola | Modifica les dades a Wikidata |
|        | Coll de Prenafeta                       | Figuerola del Camp                                                | collada                                                |                                         | 41° 22′ 20″ N, 1° 14′ 02″ E / 41.3723°N,1.23391°E 674.6 msnm                                                                     |                                                      |                              | Modifica les dades a Wikidata |
|        | Figuerola del Camp                      | Figuerola del Camp                                                | entitat singular de població capital municipal         | 346 hab                                 | 41° 22′ 17″ N, 1° 15′ 56″ E / 41.371388888889°N,1.2655555555556°E 495 msnm                                                       |                                                      |                              | Modifica les dades a Wikidata |
|        | Forn de calç dels Jordans               | Figuerola del Camp                                                | forn de calç                                           |                                         | | bé integrant del patrimoni cultural català           |                              | Modifica les dades a Wikidata |
|        | Granges del Roca                        | Figuerola del Camp                                                | granja                                                 |                                         | 41° 20′ 30″ N, 1° 14′ 21″ E / 41.3417740607639°N,1.23914489161189°E                                                              |                                                      |                              | Modifica les dades a Wikidata |
|        | La Cogulla                              | Figuerola del Camp                                                | vèrtex geodèsic                                        | Alt: 1.2m                               | 41° 20′ 56″ N, 1° 13′ 30″ E / 41.34876°N,1.224962°E 788.674 msnm                                                                 |                                                      |                              | Modifica les dades a Wikidata |
|        | Miramar                                 | Figuerola del Camp                                                | nucli de població nucli d'entitat singular de població | 7 hab                                   | 41° 21′ 06″ N, 1° 13′ 49″ E / 41.3518°N,1.23032°E ca:Desviació a la N-240, km 27,4 670 msnm                                      | bé cultural d'interès local                          | Miramar (Figuerola del Camp) | Modifica les dades a Wikidata |
|        | Pont del Diable (Figuerola del Camp)    | Figuerola del Camp                                                | pont                                                   | 1285 Llarg: 18m Ample: 0.8m Alt: 7.5m   | 41° 20′ 45″ N, 1° 15′ 13″ E / 41.345962°N,1.253719°E ca:Camí del Mas del Llop                                                    | bé cultural d'interès local                          |                              | Modifica les dades a Wikidata |
|        | Torre de la Mixarda                     | Figuerola del Camp                                                | torre de sentinella                                    | Estil: arquitectura gòtica 12nd century | 41° 20′ 28″ N, 1° 15′ 17″ E / 41.340976°N,1.254594°E ca:Partida del Mas del Llop, a uns 5 km al sud-oest del nucli urbà 379 msnm | bé d'interès cultural bé cultural d'interès nacional | Torre de la Mixarda          | Modifica les dades a Wikidata |
|        | Tossal Gros de Miramar                  | Cabra del Camp Figuerola del Camp el Pla de Santa Maria Montblanc | àrea protegida Pla d'Espais d'Interès Natural          | 1992 Superfície: 1481.73718ha           | 41° 22′ 23″ N, 1° 14′ 44″ E / 41.373073°N,1.245553°E                                                                             |                                                      | Tossal Gros de Miramar       | Modifica les dades a Wikidata |
|        | casa consistorial de Figuerola del Camp | Figuerola del Camp                                                | casa consistorial                                      |                                         | 41° 22′ 17″ N, 1° 15′ 54″ E / 41.3714698°N,1.2648979°E                                                                           |                                                      |                              | Modifica les dades a Wikidata |
|        | les Esplanes                            | Figuerola del Camp                                                | barri                                                  |                                         | |                                                      |                              | Modifica les dades a Wikidata |